# Бак, Натали
Натали Бак (англ. Natalie Buck, род. 5 июля 1980 года) — австралийская фигуристка, выступавшая в танцах на льду с Трентом Нельсоном-Бондом. Пятикратные чемпионы Австралии по фигурному катанию, они также участвовали на чемпионатах мира и Четырёх континентов, но занимали там, как правило, невысокие места. Их лучшим достижением стало 12-е место на чемпионате Четырёх континентов 2004 и чемпионате Четырёх континентов 2006 года. В 2006 году спортсмены закончили любительскую карьеру.
Бак начала кататься в возрасте пяти лет. В детстве она хотела стать балериной, но отец не одобрил такой выбор карьеры, сказав, что не хочет видеть, как его дочь «двигается голубиными шажками». Он предложил заняться фигурным катанием. Сначала Бак соревновалась в качестве одиночницы, посчитав танцы на льду скучным видом спорта. Бак начала выступать в танцах на льду лишь встав в пару с более опытным Нельсоном-Бондом.